# Anstalten Karlskoga
Anstalten Karlskoga er et fængsel 3 km nord for det centrale Karlskoga. Det er et lukket fængsel ("klass E" i det svenske system for klassifikation af fængselssikkerhed) for mænd med 76 pladser og 70 ansatte. Fængslet blev bygget i 1984 (med 44 pladser) og udvidet i 1994 med en ny afdeling med yderligere 32 pladser. I fængslet er der blandt andet mekanisk værksted, småindustri og skole.

## Link
- Anstalt Karlskoga Arkiveret 5. januar 2010 hos  Wayback Machine

| Kriminalitet | Spire Denne artikel om kriminalitet er en spire som bør udbygges. Du er velkommen til at hjælpe Wikipedia ved at udvide den. |

|  | Denne artikel om et fængsel kan blive bedre, hvis der indsættes et (bedre) billede. Du kan hjælpe ved at afsøge Wikimedia Commons for et passende billede eller lægge et op på Wikimedia Commons med en af de tilladte licenser og indsætte det i artiklen. |

59°19′29″N 14°27′59″Ø / 59.32472°N 14.46639°Ø